# Os Porralokinhas
Os Porralokinhas é um filme brasileiro do gênero infanto-juvenil, dirigido por Lui Farias. O lançamento do filme ocorreu em 25 de dezembro de 2007. O filme é uma co-produção entre a Globo Filmes, Lui Farias Produções, Lereby, Borboletas na Barriga e a Universal Studios do Brasil.

## Enredo
O filme conta a história das crianças Bena, Macarrão, Lulu e Manu, que ao se aventurarem numa animada colônia de férias chamada Coração da Mata, se deparam com a atrapalhada instrutora Scarlate, uma misteriosa fugitiva da polícia, e o bandido Pierre Caiman, transformado em jacaré por uma maldição da floresta, que, para voltar ao normal, tenta roubar um talismã em forma de sapo, em poder do Tio Maneco. As crianças, com a vida em perigo, tentam impedi-lo.

## Elenco
| Ator                  | Personagem                             |
| --------------------- | -------------------------------------- |
| Miguel Rômulo         | Bernardo Lacerda do Amaral (Bena)      |
| Rafael Ciani          | Osvaldo Henrique dos Santos (Macarrão) |
| Maria Mariana Azevedo | Luísa Lacerda do Amaral (Lulu)         |
| Maitê Lima            | Manuela Fortuna (Manu)                 |
| Heloísa Périssé       | Priscila Escarlete                     |
| Lúcio Mauro Filho     | Pierre Caiman                          |
| Flávio Migliaccio     | Tio Maneco                             |
| Márcia Cabrita        | Guerda                                 |
| Denise Fraga          | Magali                                 |
| Dani Valente          | Cacau                                  |
| Antonio Calloni       | Beto                                   |
| Paulão Duplex         | Baby                                   |
| Patrick de Oliveira   | Kalu                                   |
| Maria Clara Gueiros   | Aeromoça                               |
| Clóvis Bueno          | Pajé                                   |